# Radešić
Radešić falu Horvátországban Varasd megyében. Közigazgatásilag Breznički Humhoz tartozik.

## Fekvése
Varasdtól 24 km-re délre, községközpontjától 1 km-re keletre, az A4-es autópálya mellett fekszik. A dombok között szétszórtan elterülő falu egyes részei bibliai neveket viselnek.

## Története
A falunak 1857-ben 471, 1910-ben 478 lakosa volt. 1920-ig Varasd vármegye Novi Marofi járásához tartozott. 2001-ben 70 háztartása és 233 lakosa volt.

## Nevezetességei
- Paka régészeti lelőhely.
- A falu határának nyugati részén a Veliki Zdenec nevű bő vízű forrás fakad, egykor ide hajtották ki itatni az állatokat.

## Külső hivatkozások
- Breznički Hum község hivatalos oldala